# Bunchosia systyla
Bunchosia systyla là một loài thực vật có hoa trong họ Malpighiaceae. Loài này được (Nied.) Dobson mô tả khoa học đầu tiên năm 1983.